# Ленгвиль
Ленгвиль (нем. Lengwil) — коммуна в Швейцарии, в кантоне Тургау.
Входит в состав округа Кройцлинген. Население составляет 1252 человека (на 31 декабря 2007 года). Официальный код — 4683.